# Imre Nagy (pentatleta)
Imre Nagy (Monor, 21 de febrero de 1933-20 de octubre de 2013) fue un deportista húngaro especializado en pentatlón moderno, ganador de tres medalla de plata en durante los Juegos Olímpicos de Roma 1960 y Tokio en 1964.
En 1960 participó en Juegos Olímpicos de Roma, donde disputó dos pruebas del programa de pentatlón moderno. En la competición por equipos, junto a Ferenc Németh y András Balczó, ganó la medalla de oro, mientras que en la competición individual ganó la plata, por detrás de su compatriota Ferenc Németh. En 1964, en los Juegos Olímpicos de Tokio en 1964, volvió a disputar dos pruebas del programa de pentatlón moderno. Formando equipo con Ferenc y Ottó Török, ganó la medalla de bronce en la competición por equipos, mientras que en la prueba individual acabó séptimo.
En su palmarés también destacan tres medallas de plata en los Campeonato del mundo de pentatlón moderno. Una vez retirado ejerció de entrenador de la selección nacional y fue dirigente de la Federación Internacional de Pentatlón moderno.